# Søren Nils Eichberg
Søren Nils Eichberg (* 23. Juli 1973 in Stuttgart) ist ein deutsch-dänischer Komponist, Pianist und Dirigent.

## Künstlerischer Werdegang
Eichberg studierte Klavier und Komposition an der Königlichen Dänischen Musikakademie Kopenhagen bei Tom Ernst und Friedrich Gürtler sowie Klavier und Dirigieren an der Hochschule für Musik Köln bei Arbo Valdma und Michael Luig.
Er erhielt seinen Durchbruch, als 2001 sein Violinkonzert Qilaatersorneq mit dem Ersten Preis des Königin-Elisabeth-Wettbewerbs ausgezeichnet wurde. 2010 wurde er zum ersten «Composer in Residence» in der Geschichte des Dänischen Rundfunk-Sinfonieorchesters ernannt. Hier entstanden Uraufführungen und CD-Produktionen von u. a. seiner drei Sinfonien und dem Konzert für Orchester, Morpheus. Hilary Hahn nahm für die Deutsche Grammophon seine Komposition Levitation für ihr Album The Hilary Hahn Encores auf, das 2014 mit einem Grammy Award ausgezeichnet wurde. Andere Aufträge erhielt er von dem Ensemble Modern, dem Mahler Chamber Orchestra und dem ARD-Wettbewerb.
Eichbergs Science-Fiction-Oper Glare kam im November 2014 am Royal Opera House, Covent Garden in London zur Uraufführung und erhielt am Theater Koblenz, am Riksteatern in Jönköping und Stockholm sowie bei Opera North weitere Inszenierungen. Seine Oper Schönerland über Flucht und Heimat wurde 2017 am Staatstheater Wiesbaden uraufgeführt. 2017 wurde er für den Deutschen Musikautorenpreis in der Kategorie „Sinfonik“ nominiert. Für den Musikautorenpreis 2020 wurde er zum Jurysprecher und Juroren für die Kategorie „Musiktheater“ ernannt. Seit 2024 ist Eichberg Vorsitzender des Musikrats unter dem dänischen Statens Kunstfond. Seine Werke erscheinen bei der Universal Edition und Edition Wilhelm Hansen (MusicSales).
Als Dirigent arbeitete er mit der Nordwestdeutschen Philharmonie, den Hofer Symphonikern, dem Preußischen Kammerorchester, den Berliner Symphonikern, dem Solistenensemble Kaleidoskop, dem Österreichischen Ensemble für Neue Musik sowie Mitgliedern der Münchner Philharmoniker und der Berliner Philharmoniker.

## Leben
Eichberg wuchs in Dänemark auf und lebt heute in Berlin. Er ist der Sohn des Kultursoziologen Henning Eichberg.

## Auszeichnungen
- 2001: Grand Prix des Internationalen Kompositionswettbewerbs Concours Reine Elisabeth in Brüssel für sein Violinkonzert Qilaatersorneq
- 2002: Composition Fellowship des Tanglewood Music Festival, USA
- 2006: Kompositionsstipendium der Konrad-Adenauer-Stiftung
- 2006: Composition Grant der griechischen Alexander-Onassis-Stiftung
- 2007: Dreijähriger Kompositionsförderpreis des dänischen Kulturministeriums
- 2014: Deutscher Musikautorenpreis (Nominierung in der Kategorie „Sinfonik“)
- 2023: International Opera Awards 2023, (Nominierung in der Kategorie „World Premiere“)

## Werke

### Orchester und Ensemble
- 2001 Qilaatersorneq für Geige und Orchester
- 2001 Geistliche Dämmerung für 11 Instrumente
- 2002  Pa'am für gemischten Chor, Streichquartett, Klavier und Harfe
- 2002 Hærværk quasi un concertino per pianoforte e 10 strumenti
- 2002/4 Klavierkonzert
- 2005 Sinfonie Nr. 1 für großes Orchester
- 2006 Night Machine für Ensemble
- 2006 Cellokonzert
- 2010 Sinfonie Nr. 2 für großes Orchester
- 2012 Morpheus Konzert für Orchester
- 2015 Sinfonie Nr. 3 für Chor, Elektronik und großes Orchester
- 2015 Konzert für Horn und Orchester
- 2016 Charybdis, Konzert für Viola und Orchester
- 2017 Lumière für zwei Celli und Streicher
- 2020 Concertino for Flute, Strings and Horns

### Kammermusik und Solo
- 2000 Two Aspects für 2 Klaviere & 2 Schlagzeuger
- 2001 Quartettsatz für Streichquartett
- 2001 Toccata für 2 Violinen
- 2002 Scherben 19 Etudes-Postludes für Klavier
- 2002 …and then she went to the sea… für Violine und Klavier
- 2003 @|/|7|7#35|5 (Antithesis) für Multi-Percussion und Elektronik
- 2003 4 Stücke für Fagott und Klavier für Fagott und Klavier
- 2003 Klaviertrio
- 2004 4 für Viola und Obertongesang
- 2005 Natsukusa-Yafür Violine, Viola, Cello und Klavier
- 2005 Variationen über ein Thema von Niccolo Paganini für Violoncello
- 2005 Cantus für Blockflöte, Saxophon und Schlagzeug
- 2010 In Circles - 16 Imaginary Dances for 18 Players. UA: Dezember 2011, Alte Oper Frankfurt am Main durch das Ensemble Modern.
- 2011 Nofretete, Klavier, Auftragswerk für Klavierfieber 2011, inspiriert von der gleichnamigen Büste, Neues Museum, Museumsinsel, Berlin; UA: 22. Juni 2011 Staatsbibliothek zu Berlin.

### Musiktheater
- 2009 Grete Minde, Oper, Libretto: Constanze John
- 2011 Timeshift, Experimentelles Musiktheater, andere Komponisten: Niels Klein, Vassos Nicolaou und Steingrimur Rohloff
- 2014 Glare, Kammeroper, Libretto: Hannah Dübgen
- 2017 Schönerland, Oper in 10 Bildern, Libretto: Therese Schmidt
- 2019 Wolf unter Wölfen, Oper, Libretto: John von Düffel
- 2023 Oryx and Crake, Oper, Libretto: Hannah Dübgen nach dem Roman Oryx und Crake von Margaret Atwood